# Trichocentrum purpureum
Trichocentrum purpureum là một loài thực vật có hoa trong họ Lan. Loài này được Lindl. ex Rchb.f. miêu tả khoa học đầu tiên năm 1854.